# Adriaen Vlacq

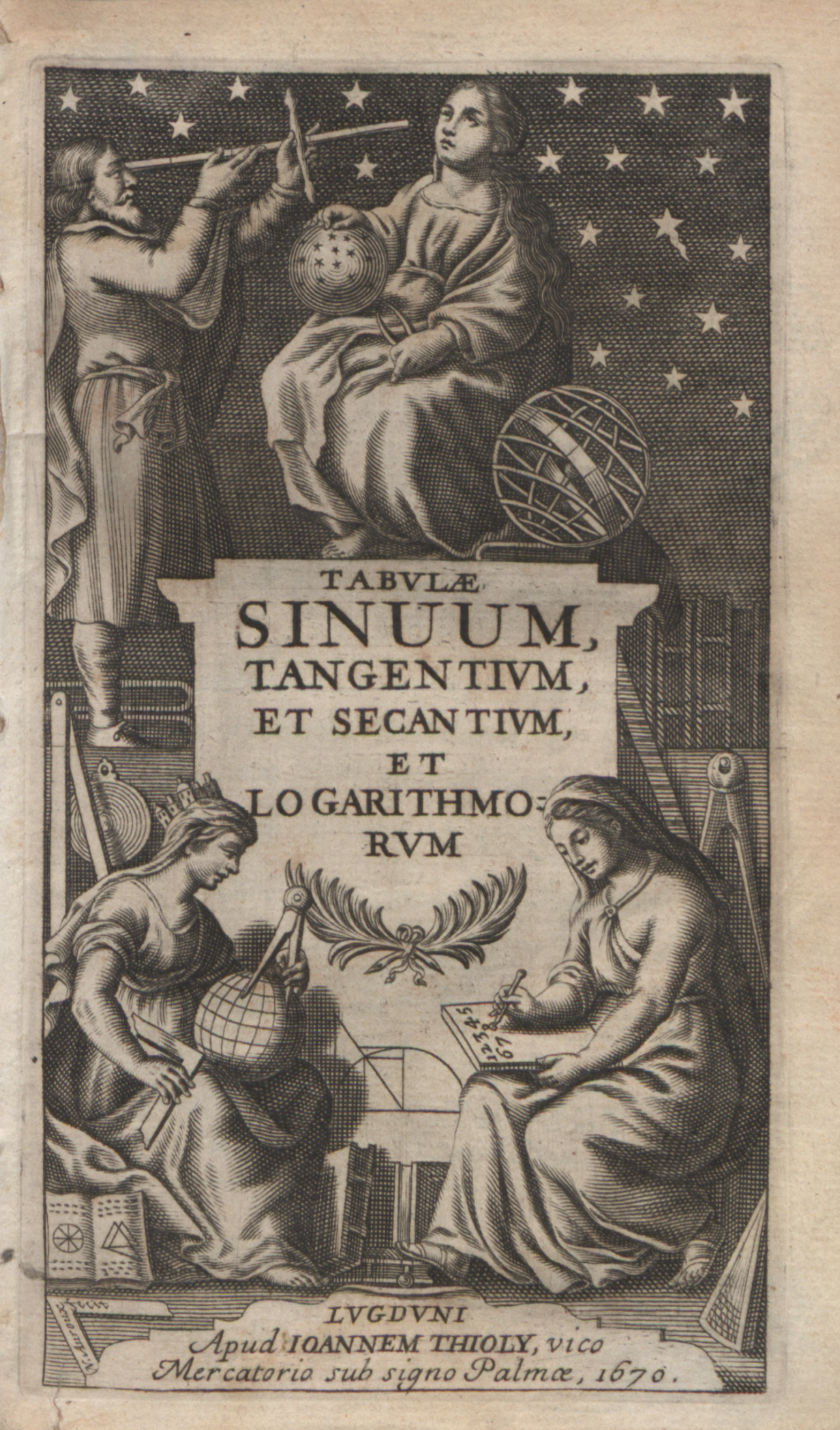
Tabulae, 1670

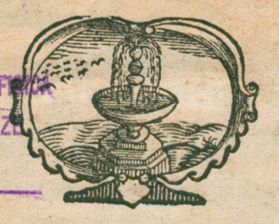
Typografische teken van Vlacq

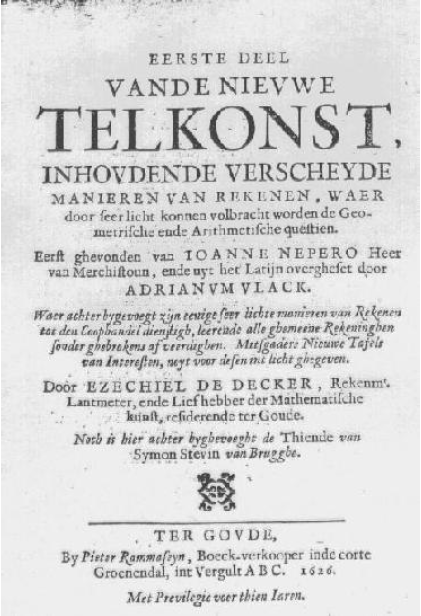
Titelpagina van Eerste deel van de nieuwe Telkonst door Adriaen Vlacq en Ezechiel de Decker (1626). Vertaald uit het latijn van John Neper door Vlacq met rentetabellen en de Thiende van Simon Stevin.

Adriaen Vlacq (Gouda, 1600 - Den Haag, begraven 8 april 1667) was een Nederlandse uitgever, vertaler, boekhandelaar en wis- en sterrenkundige. Hij is vooral bekend geworden door de publicatie van zijn logaritme- en goniometrische tafels, die in Europa veel gebruikt werden.

## Leven
Adriaen Vlacq was de zoon van de Goudse schepen Cornelis Vlacq en Aeltgen Pieters. Cornelis was in 1573 betrokken bij een mislukte poging om het belegerde Haarlem te ontzetten.
In 1632 vestigde Adriaan zich te Londen maar tien jaar later verhuisde hij aan het begin van de Engelse burgeroorlog naar Parijs. Ten slotte woonde hij te Den Haag.

## Uitgebreide logaritmetafels
In 1626 en 1627 publiceerden Vlacq en de Goudse landmeter Ezechiel de Decker hun Nieuwe Telkonst in twee delen. Het eerste deel bevat een vertaling uit het Latijn van het werk van John Neper met rentetabellen en de Thiende van Simon Stevin. In het tweede deel gaven zij de logaritmen van alle getallen van 1 tot en met 100.000 in tien decimalen weer. Hiermee was het werk van Henry Briggs originele logaritmetabellen, die liepen van 1 tot 20000 en van 90000 tot 100000, drastisch aangevuld. In 1628 publiceerde Vlacq zijn Arithmetica logarithmica.
Het is niet duidelijk wie de berekeningen gemaakt heeft, Vlacq of de Decker. Van Poelje concludeert dat ze de berekeningen samen deden en voortbouwden op het werk van de Engelse wiskundige Briggs.

## Naar hem vernoemd
- Een maankrater is naar Adriaen Vlacq genoemd (Vlacq, positie op de maan: breedte -53.3, lengte 38.8 met een diameter van 89.0 km).
- In Gouda is in 1907 de Adriaan Vlackstraat naar hem genoemd.
- In 2008 is in de Haagse nieuwbouwwijk 't Haegsch Hof, ontworpen door de Luxemburgse architect Rob Krier, de Adriaan Vlackstraat naar hem vernoemd.

## Publicaties
- 1626 met de Decker, Ezechiel Eerste deel der Nieuwe Telkonst
- 1627 met de Decker, Ezechiel Tweede deel der Nieuwe Telkonst
- 1628 Arithmetica logarithmica
- 1633 Trigonometria Artificialis
- 1636 Tabulae sinuum, tangentium et secantium et logarithmi sinuum, tangentium et numerorum ab unitate ad 10000. Franse en Duitse vertalingen volgden.